# Liste der Stolpersteine in Sliedrecht

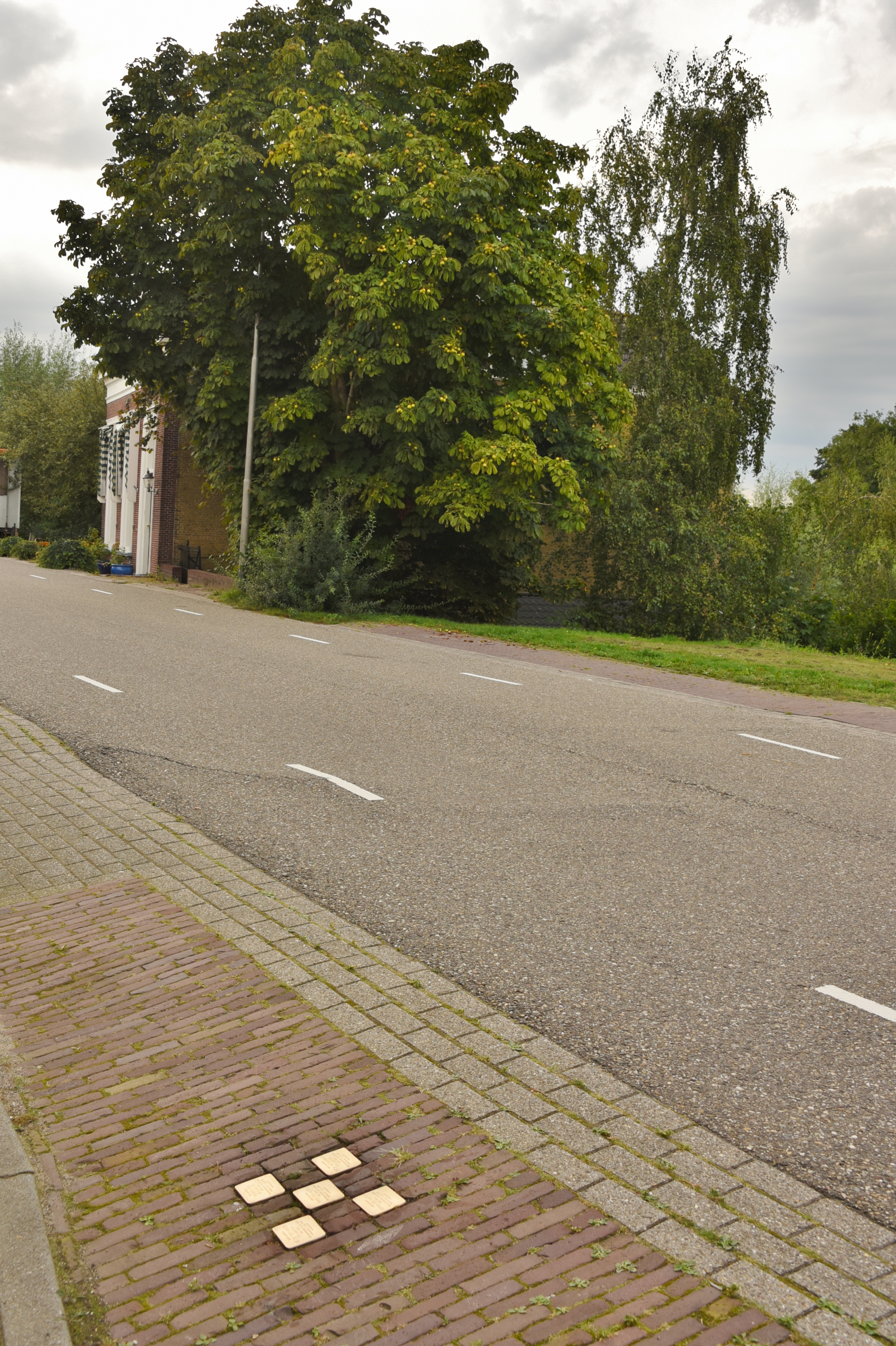
Stolpersteine in Sliedrecht

Die Liste der Stolpersteine in Sliedrecht umfasst die Stolpersteine, die vom deutschen Künstler Gunter Demnig in Sliedrecht verlegt wurden, einer Gemeinde im Süden der niederländischen Provinz Zuid-Holland. Stolpersteine sind Opfern des Nationalsozialismus gewidmet, all jenen, die vom NS-Regime drangsaliert, deportiert, ermordet, in die Emigration oder in den Suizid getrieben wurden. Demnig verlegt für jedes Opfer einen eigenen Stein, im Regelfall vor dem letzten selbst gewählten Wohnsitz.
Die ersten Verlegungen in der Gemeinde Sliedrecht fanden am 6. Februar 2017 statt.

## Liste der Stolpersteine
In Sliedrecht wurden bislang 37 Stolpersteine an dreizehn Adressen verlegt. In der Nacht von 9. auf 10. Mai 1944 erschossen niederländische Widerstandskämpfer zwei Landwachter. Die Nederlandse Landwacht war eine paramilitärische Organisation, sie wurde im November 1943 von den deutschen Besatzern aufgebaut.  Als Vergeltung wurden in den Wochen nach der Tat Hunderte junger Männer auf beiden Seiten der Merwede festgenommen und von den Deutschen nach Deutschland verschleppt. 25 dieser Männer kehrten nicht zurück. Für sechs Opfer der Repressalien wurden Stolpersteine verlegt.
| Stolperstein | Übersetzung | Verlegeort                                                                                   | Name, Leben                                 |
| ------------ | --- | -------------------------------------------------------------------------------------------- | ------------------------------------------- |
|              | HIER WAR UNTERGETAUCHT ROZETTE VAN AALS GEB. 1882 VERHAFTET 3.3.1943 ERMORDED 9.4.1943 SOBIBOR                           | Stationsweg 32                                                                               | Rozette van Aals (1882–1943)                |
|              | HIER WOHNTE GERRIT GIJSBERTUS DE BRUIN GEB. 1924 GEISELNAHME MERWEDE VERHAFTET 16.5.1944 UMGEKOMMEN 30.9.1944 KIERITZSCH | Wilhelminastraat                                                                             | Gerrit Gijsbertus de Bruin (1924–1944)      |
|              | HIER WOHNTE TEUNIS CEELEN GEB. 1925 VERHAFTET 16.5.1944 GETÖTET 10.11.1944 LIPPENDORF                                    | Stationsweg 196                                                                              | Teunis Ceelen (1925–1944)                   |
|              | HIER WOHNTE JACQUES VAN GELDEREN GEB. 1903 DEPORTIERT 14.8.1942 ERMORDET 30.9.1942 AUSCHWITZ                             | Stationsweg 32                                                                               | Jacques van Gelderen (1903–1942)            |
|              | HIER WOHNTE SIMON VAN GELDEREN GEB. 1935 DEPORTIERT 14.8.1942 ERMORDET 19.8.1942 AUSCHWITZ                               | Stationsweg 32                                                                               | Simon van Gelderen (1935–1942)              |
| -->          | HIER WOHNTE SOPHIA VAN GELDEREN- KLEINKRAMER GEB. 1901 DEPORTIERT 14.8.1942 ERMORDET 19.8.1942 AUSCHWITZ                 | Stationsweg 32                                                                               | Sophia van Gelderen-Kleinkramer (1901–1942) |
|              | HIER WAR UNTERGETAUCHT DAVID DE GOEDE GEB. 1922 VERHAFTET 3.3.1943 ERMORDET 9.4.1943 SOBIBOR                             | Stationsweg 32                                                                               | David de Goede (1922–1943)                  |
|              | HIER WAR UNTERGETAUCHT JULIA DE GOEDE- SALOMONS GEB. 1886 VERHAFTET 3.3.1943 ERMORDET 9.4.1943 SOBIBOR                   | Stationsweg 32                                                                               | Julia de Goede-Salomons (1886–1943)         |
|              | HIER WOHNTE KLAAS GÖRTEMÖLLER GEB. 1920 VERHAFTET 16.5.1944 UMGEKOMMEN 17.11.1944 ZÖSCHEN                                | Molendijk 160                                                                                | Klaas Görtemöller (1920–1944)               |
|              | HIER WOHNTE PIETER HARKEMA GEB. 1920 VERHAFTET 16.5.1944 GESTORBEN 13.3.1945 ZÖSCHEN                                     | Rembrandtlaan 20                                                                             | Pieter Harkema (1920–1945)                  |
|              | HIER WOHNTE EMANUEL DEN HARTOG GEB. 1931 VERHAFTET 17.11.1942 ERMORDET 5.2.1942 AUSCHWITZ                                | Adriaan Volkersingel 25                                                                      | Emanuël Den Hartog (1931–1942)              |
|              | HIER WOHNTE HARTOG DEN HARTOG GEB. 1896 VERHAFTET 17.11.1942 ERMORDET 5.2.1942 AUSCHWITZ                                 | Adriaan Volkersingel 25                                                                      | Hartog Den Hartog (1896–1942)               |
|              | HIER WOHNTE HENDRIJNTJE DEN HARTOG GEB. 1901 VERHAFTET 17.11.1942 ERMORDET 3.12.1942 AUSCHWITZ                           | Rivierdijk 414                                                                               | Hendrijntje Den Hartog (1902–1942)          |
|              | HIER WOHNTE SIMON DEN HARTOG GEB. 1869 VERHAFTET 17.11.1942 ERMORDET 3.12.1942 AUSCHWITZ                                 | Rivierdijk 414                                                                               | Simon Den Hartog (1869–1942)                |
|              | HIER WOHNTE SIMON DEN HARTOG GEB. 1927 VERHAFTET 17.11.1942 ERMORDET 5.2.1942 AUSCHWITZ                                  | Adriaan Volkersingel 25                                                                      | Simon Den Hartog (1927–1942)                |
|              | HIER WOHNTE SOPHIA DEN HARTOG GEB. 1881 VERHAFTET 17.11.1942 ERMORDET 3.12.1942 AUSCHWITZ                                | Rivierdijk 414                                                                               | Sophia Den Hartog (1881–1942)               |
|              | HIER WOHNTE MIETJE DEN HARTOG- DEN HARTOG GEB. 1870 VERHAFTET 17.11.1942 ERMORDET 3.12.1942 AUSCHWITZ                    | Rivierdijk 414                                                                               | Mietje Den Hartog Den Hartog (1870–1942)    |
|              | HIER WOHNTE HELENA DEN HARTOG -VAN DER SLUIS GEB. 1899 VERHAFTET 17.11.1942 ERMORDET 5.2.1943 AUSCHWITZ                  | Adriaan Volkersingel 25                                                                      | Helena Den Hartog Van Der Sluis (1899–1943) |
|              | HIER WOHNTE PIETER VAN HEMERT GEB. 1921 VERHAFTET 16.5.1944 UMGEKOMMEN 9.2.1945 BORNA                                    | Parallelweg 8                                                                                | Pieter Van Hemer (1921–1945)                |
|              | HIER WAR UNTERGETAUCHT HESTER KATTENBURG-FLES GEB. 1888 VERHAFTET 3.3.1943 ERMORDET 9.4.1943 SOBIBOR                     | Stationsweg 32                                                                               | Hester Kattenburg-Fles (1888–1943)          |
|              | HIER WAR UNTERGETAUCHT MARTHA KATTENBURG- GOLDSTEIN GEB. 1887 VERHAFTET 3.3.1943 ERMORDET 9.4.1943 SOBIBOR               | Stationsweg 32                                                                               | Martha Kattenburg-Goldstein (1887–1943),    |
|              | HIER WOHNTE HARTOG KLEINKRAMER GEB. 1930 VERHAFTET 4.9.1942 ERMORDET 14.9.1942 AUSCHWITZ                                 | Adriaan Volkersingel 22                                                                      | Hartog Kleinkramer (1930–1942)              |
|              | HIER WOHNTE MIETJE KLEINKRAMER GEB. 1933 VERHAFTET 4.9.1942 ERMORDET 14.9.1942 AUSCHWITZ                                 | Adriaan Volkersingel 22                                                                      | Mietje Kleinkramer (1933–1942)              |
|              | HIER WOHNTE SALOMON KLEINKRAMER GEB. 1896 VERHAFTET 4.9.1942 ERMORDET 31.3.1943 SEIBERSDORF                              | Adriaan Volkersingel 22                                                                      | Salomon Kleinkramer (1898–1943)             |
|              | HIER WOHNTE SIEGFRIED KLEINKRAMER GEB. 1931 VERHAFTET 4.9.1942 ERMORDET 14.9.1942 AUSCHWITZ                              | Adriaan Volkersingel 22                                                                      | Siegfried Kleinkramer (1931–1942)           |
|              | HIER WOHNTE SIMON KLEINKRAMER GEB. 1928 VERHAFTET 4.9.1942 ERMORDET 31.3.1943 SEIBERSDORF                                | Adriaan Volkersingel 22                                                                      | Simon Kleinkramer (1928–1943)               |
|              | HIER WOHNTE BETJE KLEINKRAMER- DEN HARTOG GEB. 1867 VERHAFTET 17.11.1942 ERMORDET 3.12.1942 AUSCHWITZ                    | Rivierdijk 414                                                                               | Betje Kleinkramer-Den Hartog(1867–1942)     |
|              | HIER WOHNTE SARA KLEINKRAMER- DEN HARTOG GEB. 1899 VERHAFTET 4.9.1942 ERMORDET 14.9.1942 AUSCHWITZ                       | Adriaan Volkersingel 22                                                                      | Sara Kleinkramer-Den Hartog (1899–1942)     |
|              | HIER WOHNTE ARIE DE KLUIJVER GEB. 1926 VERHAFTET 16.5.1944 UMGEKOMMEN 11.1.1945 PERES                                    | Molendijk 25                                                                                 | Arie De Kluijver (1926–1945)                |
|              | HIER WOHNTE JACOB VAN DER KNAPP GEB. 1925 GEISELNAHME MERWEDE VERHAFTET 16.5.1944 UMGEKOMMEN 2.11.1944 OBHAUSEN          | Julianastraat                                                                                | Jacob van der Knaap (1925–1944)             |
|              | HIER WOHNTE STEVEN GERRIT VAN DER KREEFT GEB. 1922 VERHAFTET 16.5.1944 UMGEKOMMEN 9.12.1944 LIPPENDORF                   | Sliedrecht, Westkant, vor dem ehemaligen Bahnhof (jetzt Restaurant “De Heeren van Slydregt”) | Steven Gerrit van der Knaap (1922–1944)     |
|              | HIER WOHNTE LENTJE NEDERLOF GEB. 1890 GEFANGEN GENOMMEN FEBRUAR / MÄRZ 1944 UMGEKOMMEN 28.2.1945 BUCHENWALD              | Stationsweg 32                                                                               | Leentje Nederlof (1890–1945)                |
|              | HIER WAR UNTERGETAUCHT JOSEPH DE RAAIJ GEB. 1891 VERHAFTET 3.3.1943 ERMORDET 17.9.1943 AUSCHWITZ                         | Stationsweg 32                                                                               | Joseph de Raaij (1891–1943)                 |
|              | HIER WAR UNTERGETAUCHT VROUWTJE DE RAAIJ-DE JONG GEB. 1896 VERHAFTET 3.3.1943 ERMORDET 17.9.1943 AUSCHWITZ               | Stationsweg 32                                                                               | Vrouwtje de Raaij-de Jong (1896–1943)       |
|              | HIER WAR UNTERGETAUCHT ANTOINETTA ROSENAU-FLES GEB. 1885 VERHAFTET 3.3.1943 ERMORDET 9.4.1943 SOBIBOR                    | Stationsweg 32                                                                               | Antoinetta Rosenau-Fles (1885–1943)         |
|              | HIER WOHNTE BERTJE SANDERS GEB. 1939 VERHAFTET 27.8.1943 ERMORDET 10.9.1943 AUSCHWITZ                                    | Hugo de Grootstraat 70                                                                       | Bertje Sanders(1939–1943)                   |
|              | HIER WOHNTE MARLEENTJE SANDERS GEB. 1934 VERHAFTET 27.8.1943 ERMORDET 10.9.1943 AUSCHWITZ                                | Hugo de Grootstraat 70                                                                       | Marleentje Sanders (1934–1943)              |

## Verlegedaten
An den ersten vier Verlegeterminen wurden die Stolpersteine von Gunter Demnig persönlich verlegt:
- 6. Februar 2017: Adriaan Volkersingel 22 und 25, Molendijk 160
- 27. März 2018: Hugo de Grootstraat 70, Rivierdijk 414
- 28. März 2018: Molendijk 25, Parallelweg 8, Stationsweg 196
- 7. Oktober 2019: Westkant (vor dem früheren Bahnhof), Rembrandtlaan 12, Stationsweg 32

Eine weitere Verlegung von zwei Stolpersteinen, diesmal ohne den Künstler, fand am 18. September 2021 statt. Verlegt wurde jeweils ein Stein in Juliana- und Wilhelminastraat.